# Paolo Garuti
Paolo Garuti OP (* 13. August 1955 in Modena; † 2023) war ein italienischer Bibelwissenschaftler.

## Leben
Garuti, Sohn von Professor Giovanni Garuti, Gelehrter und Professor für archaische lateinische Grammatik und römische Literatur an den Universitäten Bologna und L’Aquila, wurde 1975 in den Dominikanerorden aufgenommen und am 6. Juni 1981 in Modena zum Priester geweiht. 1985 erwarb er das Lizenziat für Heilige Schrift am Pontificium Institutum Biblicum. Nach der Promotion 1993 in Bibelwissenschaft an der École biblique et archéologique française de Jérusalem ist er seit 2007 Ordinarius für neutestamentliche Exegese an der Päpstlichen Universität Heiliger Thomas von Aquin.
Seine Beisetzung erfolgte in der Basilika San Domenico in Bologna.

## Schriften (Auswahl)
- Qohélet: l’ombre et le soleil. L’imaginaire civique du Livre de l’Ecclésiaste entre judaisme, hellénisme et culture romaine. Paris 2008, ISBN 2-85021-185-3.
- Avant que se lève l’étoile du matin. L’imaginaire dynastique du Psaume 110 entre judaïsme, hellénisme et culture romaine. Pendé 2010, ISBN 978-2-85021-198-0.
- Studi sulla Lettera agli ebrei. Alcuni sviluppi dottrinali di scuola paolina riletti in prospettiva storico letteraria e storico antropologica (Eb 1,1 - 2 - 4,12 - 13 - 9,1 - 5 - 9,14 - 10,29). Pendé 2012, ISBN 978-2-85021-215-4.
- Le dossier Jézabel. L’imaginaire de la femme royale entre Bible hébraïque, cultures hellénisées et monde romain. Leuven 2017, ISBN 90-429-3552-9.